# Centa Rek
Centa Lothy Rek López (San José de Chiquitos, Bolivia; 27 de agosto de 1954) es una psicóloga, comunicadora y política boliviana que desde el 3 de noviembre de 2020 es senadora por el departamento de Santa Cruz por Creemos. Anteriormente, desempeñó en este mismo cargo desde 2010 a 2015 por Plan Progreso para Bolivia-Convergencia Nacional y durante su gestión fue dos veces jefa de bancada de su agrupación en la Cámara de Senadores.